# Nguwet
Nguwet is een bestuurslaag in het regentschap Temanggung van de provincie Midden-Java, Indonesië. Nguwet telt 2700 inwoners (volkstelling 2010).